# Pedro Pelletier
Pedro Eugenio Pelletier, nació en Francia, a mediados del siglo XIX. Fue militar y guerrero en Europa, Pertenecía a las fuerzas especiales Francesas. Cuando todavía era joven viajó a República Dominicana, donde permaneció desde ese momento. Una vez en la República Dominicana se incorporó en el ejército Nacional, donde fue conmemorado por diversas acciones Bélicas. Participó en la Guerra de la Independencia Nacional Dominicana y en la Guerra de la Restauración.
En la batalla del 30 de marzo del 1844 en la ciudad de Santiago, Tuvo un papel estelar cuando el 27 de marzo de 1844, fue llamado por la Junta de Gobierno dominicano el general José Maria Imbert, quien se hizo acompañar por el jefe de la línea principal, el Coronel Pelletier. Así tuvo su participación en la batalla, en la cual República Dominicana resulta victoriosa. También tuvo gran participación en la batalla de Beler, el 27 de octubre de 1845 en el cerro de Beler, en la ciudad de Dajabón. Cuando en general Pedro Santana, envió a las tropas dominicanas a combatir hasta la muerte, si era necesario, contra las tropas haitianas, pero las tropas regulares del Cibao tenían otro objetivo más, que era desalojar a los haitianos del territorio nacional dominicano. El general Salcedo entregó su misión al coronel Pedro Eugenio Pelletier, quien dirigió una parte de la Batalla, Cuando las tropas del Coronel Pelletier apoyaron al Ejército Nacional, ayudando a ganar la Batalla. En 1852, fue nombrado secretario de Interior y Policía, donde permaneció por un año. Más tarde en 1853 desempeñó los despachos de Relaciones Exteriores, de Justicia e Instrucción Pública, de Guerra y Marina.
Por haber formado parte de la conspiración de 1855 contra Pedro Santana, fue condenado a muerte el 30 de abril de 1855. Más, tuvo la suerte de recibir la conmutación de la pena por el destierro cuando ya se iba a producir la ejecución de la sentencia. Murió en la vecina isla de Puerto Rico, en el 1861.

## Biografía
En la Batalla del 30 de Marzo de 1844 en la ciudad de Santiago, tuvo un papel destacado cuando el 27 de marzo de 1844 la Junta de Gobierno dominicano llamó al general José María Imbert, quien pidió ser acompañado, entre otros, por Pelletier, entonces Coronel y jefe de la línea principal. Así tuvo su participación en la batalla, en la cual República Dominicana resultaba victoriosa.
Por haber formado parte de la conspiración de 1855 contra Pedro Santana, fue apresado.